# 陶思炎
陶思炎（1947年3月—），江苏南京，中国民俗学家。

## 生平
先后毕业于南京工学院建筑系（1977年7月）、南京师范学院中文系（1982年7月）、北京师范大学中文系（1987年12月），1989年12月在北京师范大学获文学博士学位，系中国第一位民俗文化学博士。自1982年起先后在江苏教育学院、东南大学任教，现任东南大学艺术学院教授、博士生导师，东南大学东方文化研究所所长。

## 研究方向和荣誉
主要研究方向：民俗艺术学，民俗学，文化遗产研究。
主讲课程：民俗艺术研究；民俗学概论；民俗研究方法论。
1997—1998年获日本学术振兴会长期项目，作为“外国人研究者”在日本东北大学进行了为期10个月的合作研究。
2011年德国莱布尼茨汉诺威大学访问科学家。多次赴日、韩、越、台、港等地与会或讲学。现任国家一级学会“长江文化促进会”会长，中国民间文艺家协会顾问（原副主席）、江苏省文联顾问（原副主席）、江苏省民间文艺家协会名誉主席（原主席）。
1993年获国务院政府特殊津贴。
1999年获中国民协和江苏省文联德艺双馨会员称号。
2001年获江苏省哲学社会科学先进工作者称号。
2011年2月，被国务院聘为中央文史研究馆馆员（终身制）。
2015年被评为南京“文化名人”。

## 社会兼职
- 中央文史研究馆馆员
- 长江文化促进会 会长
- 中国民间文艺家协会第八、九届顾问（第七届副主席）
- 江苏省民间文艺家协会名誉主席
- 江苏省文联顾问（原副主席）
- 第十一届全国人大代表

## 主要科研成果
专著：
1、《中国鱼文化》 ，   北京，中国华侨出版公司 1990年5月； 南京，东南大学出版社2008年11月修订再版 ；  
2、《祈禳：求福•除殃》  ，香港，  三联书店（香港）有限公司 1993年4月版；台北，台湾珠海出版有限公司1993年7月再版；
3、《风俗探幽》，南京，东南大学出版社1995年4月；
4、《中国纸马》，台北，台湾东大图书公司 1996年7月；
5、《中国镇物》，台北，台湾东大图书公司，1998年7月；上海，东方出版中心，2012年4月；
6、《应用民俗学》，南京，江苏教育出版社2001年8月；
7、《扬花集》,北京，中国文联出版社2002年10月；
8、《中国祥物》，台北，台湾东大图书公司，2003年5月； 上海，东方出版中心，2012年4月；
8、《中国都市民俗学》，南京， 东南大学出版社， 2004年10月；
9、《问俗东瀛》，南宁，广西人民出版社2006年4月；
10、《江苏特色文化》，南京，南京师范大学出版社2009年12月 ；
11、《江苏纸马》，南京，东南大学出版社2011年1月；
12、《民俗艺术学》， 南京出版社2013年8月；
13、《第二届东方工艺美术之都博览会优秀作品选集》，南京，江苏凤凰文艺出版社2014年；12月。14、《金穗集——江苏民间文艺论文选》， 南京，江苏凤凰文艺出版社2015年1月；
15、《苏南傩面具研究》，南京，江苏凤凰文艺出版社2015年11月；
16、《民俗艺术传承的调查与研究》，南京，江苏凤凰文艺出版社2015年11月 ；
17、《南京民俗》 ，南京，南京出版社2016年1月。
论文：
在《中国社会科学》、《世界宗教研究》、《民族艺术》、《民俗研究》、《东南大学学报》、日本《比较民俗学》等刊物发表论文200余篇，其中用日、韩、英、越南等文字在国外发表10篇以上。

## 获奖情况
《民俗艺术学》获教育部第七届人文社会科学优秀成果三等奖；
《应用民俗学》获中国民间文艺山花奖•学术著作奖；
《中国镇物》获江苏省哲学社会科学优秀成果一等奖；
《民俗艺术学》获江苏省哲学社会科学二等奖；
《中国鱼文化》、《祈禳：求福•除殃》获江苏省哲学社会科学优秀成果三等奖；
《中国祥物》获江苏省高校第五届哲学社会科学优秀成果二等奖